# Monnina sodiroana
Monnina sodiroana är en jungfrulinsväxtart som beskrevs av Chod.. Monnina sodiroana ingår i släktet Monnina och familjen jungfrulinsväxter. Inga underarter finns listade i Catalogue of Life.